# Copris pauliani
Copris pauliani là một loài bọ cánh cứng trong họ Bọ hung (Scarabaeidae).